# Haplophthalmus pumilio
Haplophthalmus pumilio is een pissebed uit de familie Trichoniscidae. De wetenschappelijke naam van de soort is voor het eerst geldig gepubliceerd in 1944 door Verhoeff.